# Сомаља
Сомаља (итал. Somaglia) је насеље у Италији у округу Лоди, региону Ломбардија.
Према процени из 2011. у насељу је живело 2771 становника. Насеље се налази на надморској висини од 60 м.

## Становништво
Према резултатима пописа становништва 2011. у општини је живело 3.661 становника.
| 1931. | 1936. | 1951. | 1961. | 1971. | 1981. | 1991. | 2001. | 2011. |
| ----- | ----- | ----- | ----- | ----- | ----- | ----- | ----- | ----- |
| 3.073 | 3.141 | 3.154 | 3.021 | 2.885 | 2.884 | 2.979 | 3.202 | 3.661 |